# Marčinkovac
Marčinkovac je rijeka u Hrvatskoj. Izvire iz Šimića vrela kod Knina (iz kojeg se pitkom vodom napaja cijeli Knin). Nekoliko stotina metara od samoga izvora rijeka se račva na dva rukavca. To račvanje nastalo je radom ljudskih ruku, još iz davnih dana, kako bi se natopila obradiva polja i gradili mlinovi. Lijevi rukavac zove se Marčinkovac, a desni Čikola (razlikovati od drniške Čikole).
Marčinkovac se zatim sam dijeli na dva rukavca i spaja se u jedan kod Kotaraševog mlina.
Čikola se također dijeli na dva rukavca koja se spajaju nedaleko od „Tri jablana“.
Dva glavna rukavca, Marčinkovac i Čikola opet se stapaju u jednu rijeku oko tristo metara ispod Kotaraševog mlina.
A onda se rijeka opet račva na dva rukavca ispod prvog zelenog željezničkog mosta, ispod Sinobadove glavice. Jedan se rukavac ulijeva u Butižnicu ispod Bulnoga mosta u Kninu, a drugi stotinjak metara prije.
Duljina toka ove rijeke koja nikad ne presuši je oko pet kilometara.
Na kraju, još jedna posebnost ove rijeke. Budući da je Marčinkovac zapravo umjetni rukavac Čikole, rijeka bi se trebala nazivati Čikola, ali je prevladao naziv Marčinkovac kako ne bi nosila isti naziv kao rijeka Čikola kod Drniša.
Ova rijeka među stanovništvom ima još naziva poput Kotlarica i Mlinarica.